# Fijewscy

## Fijewscy
Warszawska rodzina z Powiśla, której protoplastą był malarz pokojowy - Wacław Fijewski. Kilkoro z jego dzieci zostało znanymi aktorami warszawskimi. 
Od kilku lat istnieje również Fundacja Rodziny Fijewskich – powołana i prowadzona przez Barbarę Dobrzyńską. Członkami fundacji są osoby spokrewnione z aktorską rodziną Fijewskich. Celem jej jest propagowanie wiedzy o dorobku artystycznym Fijewskich. 

## Skwer w Warszawie
W listopadzie 2008 skwerowi zlokalizowanemu u zbiegu ulic Zajęczej i Topiel na warszawskim Powiślu nadano nazwę: Tadeusza, Marii, Barbary, Włodzimierza Fijewskich. Mieszkała tam rodzina Wacława Fijewskiego (ojca). 

## Pokolenie I
- Tadeusz Fijewski
- Maria Fijewska-Dobrzyńska
- Barbara Fijewska
- Włodzimierz Fijewski
- Helena Makowska-Fijewska – żona Tadeusza

## Pokolenie II
- Barbara Dobrzyńska – aktorka, córka Marii Fijewskiej-Dobrzyńskiej i aktora – Stanisława Dobrzyńskiego

## Pokolenie III
Wnuki Włodzimierza Fijewskiego i Klary Fijewskiej (również aktorki):
- Natalia Fijewska-Zdanowska (ur. 1981 r. w Warszawie) – reżyser teatralny, dramaturg
- Zuzanna Fijewska (ur. 1984 r. w Warszawie) – aktorka
- Agata Fijewska (ur. 1987 r. w Warszawie) – aktorka
- Marianna Fijewska

Fijewskie są założycielkami Teatru Sióstr Fijewskich w Warszawie (teatr offowy) i Teatru Staromiejskiego (zał. W r. 2008). Wcześniej związane m.in. z: Teatrem „Wytwórnia” i Fundacją Artystyczną „Młyn”.